# Charli Live Tour
Il Charli Live Tour è stato il terzo tour musicale della cantante britannica Charli XCX, a supporto del suo terzo album in studio Charli (2019).

## Scaletta
1. Next Level Charli
2. Click
3. I Don't Wanna Know
4. Vroom Vroom
5. Gone
6. Warm
7. Cross You Out
8. February 2017
9. Thoughts
10. White Mercedes
11. Official
12. Shake It
13. I Got It
14. Track 10 / Blame It on Your Love
15. Silver Cross
16. 2099
17. Unlock It
18. I Love It
19. Boys
20. 1999

## Date del tour
| Data              | Città             | Stato           | Luogo                       |              |              |              |
| Nord America      | Nord America      | Nord America    | Nord America                | Nord America | Nord America | Nord America |
| ----------------- | ----------------- | --------------- | --------------------------- | ------------ | ------------ | ------------ |
| 20 settembre 2019 | Atlanta           | Stati Uniti     | Buckhead Theatre            |              |              |              |
| 21 settembre 2019 | Nashville         | Stati Uniti     | Marathon Music Works        |              |              |              |
| 23 settembre 2019 | Houston           | Stati Uniti     | White Oak Music Hall        |              |              |              |
| 24 settembre 2019 | Austin            | Stati Uniti     | Emo's                       |              |              |              |
| 25 settembre 2019 | Dallas            | Stati Uniti     | House of Blues              |              |              |              |
| 27 settembre 2019 | Tempe             | Stati Uniti     | The Marquee                 |              |              |              |
| 28 settembre 2019 | San Diego         | Stati Uniti     | House of Blues              |              |              |              |
| 1º ottobre 2019   | Los Angeles       | Stati Uniti     | The Wiltern                 |              |              |              |
| 2 ottobre 2019    | Oakland           | Stati Uniti     | Fox Oakland Theatre         |              |              |              |
| 4 ottobre 2019    | Seattle           | Stati Uniti     | The Showbox                 |              |              |              |
| 5 ottobre 2019    | Vancouver         | Canada          | Commodore Ballroom          |              |              |              |
| 6 ottobre 2019    | Portland          | Stati Uniti     | Roseland Theater            |              |              |              |
| 8 ottobre 2019    | Salt Lake City    | Stati Uniti     | Union Event Center          |              |              |              |
| 9 ottobre 2019    | Denver            | Stati Uniti     | Ogden Theatre               |              |              |              |
| 11 ottobre 2019   | Minneapolis       | Stati Uniti     | First Avenue                |              |              |              |
| 12 ottobre 2019   | Chicago           | Stati Uniti     | House of Blues              |              |              |              |
| 14 ottobre 2019   | Toronto           | Canada          | Rebel                       |              |              |              |
| 15 ottobre 2019   | Montréal          | Canada          | Corona Theatre              |              |              |              |
| 17 ottobre 2019   | Boston            | Stati Uniti     | House of Blues              |              |              |              |
| 18 ottobre 2019   | Washington        | Stati Uniti     | 9:30 Club                   |              |              |              |
| 19 ottobre 2019   | Filadelfia        | Stati Uniti     | Union Transfer              |              |              |              |
| 21 ottobre 2019   | New York          | Stati Uniti     | Terminal 5                  |              |              |              |
| 22 ottobre 2019   | New York          | Stati Uniti     | Terminal 5                  |              |              |              |
| Europ             |                   |                 |                             |              |              |              |
| 27 ottobre 2019   | Glasgow           | Regno Unito     | SWG3 Galvanisers            |              |              |              |
| 28 ottobre 2019   | Birmingham        | Regno Unito     | O2 Institute Birmingham     |              |              |              |
| 30 ottobre 2019   | Manchester        | Regno Unito     | Albert Hall                 |              |              |              |
| 31 ottobre 2019   | Londra            | Regno Unito     | O2 Brixton Academy          |              |              |              |
| 2 novembre 2019   | Parigi            | Francia         | Grande halle de la Villette |              |              |              |
| 4 novembre 2019   | Stoccolma         | Svezia          | Berns                       |              |              |              |
| 5 novembre 2019   | Oslo              | Norvegia        | John Dee                    |              |              |              |
| 7 novembre 2019   | Copenaghen        | Danimarca       | Vega                        |              |              |              |
| 9 novembre 2019   | Berlino           | Germania        | Astra Kulturhaus            |              |              |              |
| 10 novembre 2019  | Amburgo           | Germania        | Fabrik                      |              |              |              |
| 12 novembre 2019  | Varsavia          | Polonia         | Klub Stodoła                |              |              |              |
| novembre 2019     | Praga             | Repubblica Ceca | Roxy                        |              |              |              |
| 15 novembre 2019  | Colonia           | Germania        | Carlswerk Victoria          |              |              |              |
| 17 novembre 2019  | Lione             | Francia         | Le Transbordeur             |              |              |              |
| 18 novembre 2019  | Milano            | Italia          | Fabrique                    |              |              |              |
| 20 novembre 2019  | Madrid            | Spagna          | Sala La Riviera             |              |              |              |
| 22 novembre 2019  | Barcellona        | Spagna          | Razzmatazz                  |              |              |              |
| 25 novembre 2019  | Amsterdam         | Paesi Bassi     | Paradiso                    |              |              |              |
| 26 novembre 2019  | Bruxelles         | Belgio          | Ancienne Belgique           |              |              |              |
| 28 novembre 2019  | Mosca             | Russia          | Izvestija Hall              |              |              |              |
| Oceania           |                   |                 |                             |              |              |              |
| 27 gennaio 2020   | Auckland          | Nuova Zelanda   | Albert Park                 |              |              |              |
| 1º febbraio 2020  | Brisbane          | Australia       | Brisbane Showgrounds        |              |              |              |
| 2 febbraio 2020   | Sydney            | Australia       | The Domain                  |              |              |              |
| 7 febbraio 2020   | Adelaide          | Australia       | Hart's Mill                 |              |              |              |
| 8 febbraio 2020   | Melbourne         | Australia       | Footscray Park              |              |              |              |
| 9 febbraio 2020   | Fremantle         | Australia       | Esplanade Park              |              |              |              |
| Nord America      |                   |                 |                             |              |              |              |
| 21 ottobre 2020   | Città del Messico | Messico         | El Plaza Condesa            |              |              |              |